# Don't (bài hát của Ed Sheeran)
"Don't" là bài hát của ca sĩ-nhạc sĩ người Anh Ed Sheeran trong album phòng thu thứ hai của anh, x (2014). Được viết bởi Sheeran và Benny Blanco, sản xuất bởi Blanco và Rick Rubin, bài hát sử dụng nhạc mẫu từ ca khúc "Don't Mess with My Man" của Lucy Pearl. "Don't" được dự tính làm đĩa đơn chủ đạo cho album nhưng được thay thế bởi "Sing". Bài hát được phát hành trên iTunes vào ngày 13 tháng 6 năm 2014 với tư cách là đĩa đơn quảng bá "instant grat" trong album x. Bài hát xếp hạng cao nhất ở vị trí thứ 8 trên UK Singles Chart. "Don't" chính thức xuất hiện trên hệ thống contemporary hit radio của Hoa Kỳ vào ngày 15 tháng 7 năm 2014 và được phát hành độc lập vào ngày 14 tháng 8 năm 2014 với tư cách là đĩa đơn thứ hai của album.
"Don't" đạt được vị trí thứ 8 trên UK Singles Chart. Tại Hoa Kỳ, bài hát trở thành đĩa đơn đầu tiên của Sheeran lọt vào top 10. Bài hát cũng có mặt trong top 10 tại 8 quốc gia khác.

## Bối cảnh và quá trình sáng tác
Bài hát được phát triển từ đoạn riff mà Sheeran lưu trong điện thoại từ khoảng một năm trước. Bài hát được thu âm lần đầu cùng Benny Blanco, và sau đó cùng với Rick Rubin khi cả hai nhà sản xuất cùng thực hiện đoạn kết. "Don't" là một ca khúc R&B với chất blue-eyed soul.

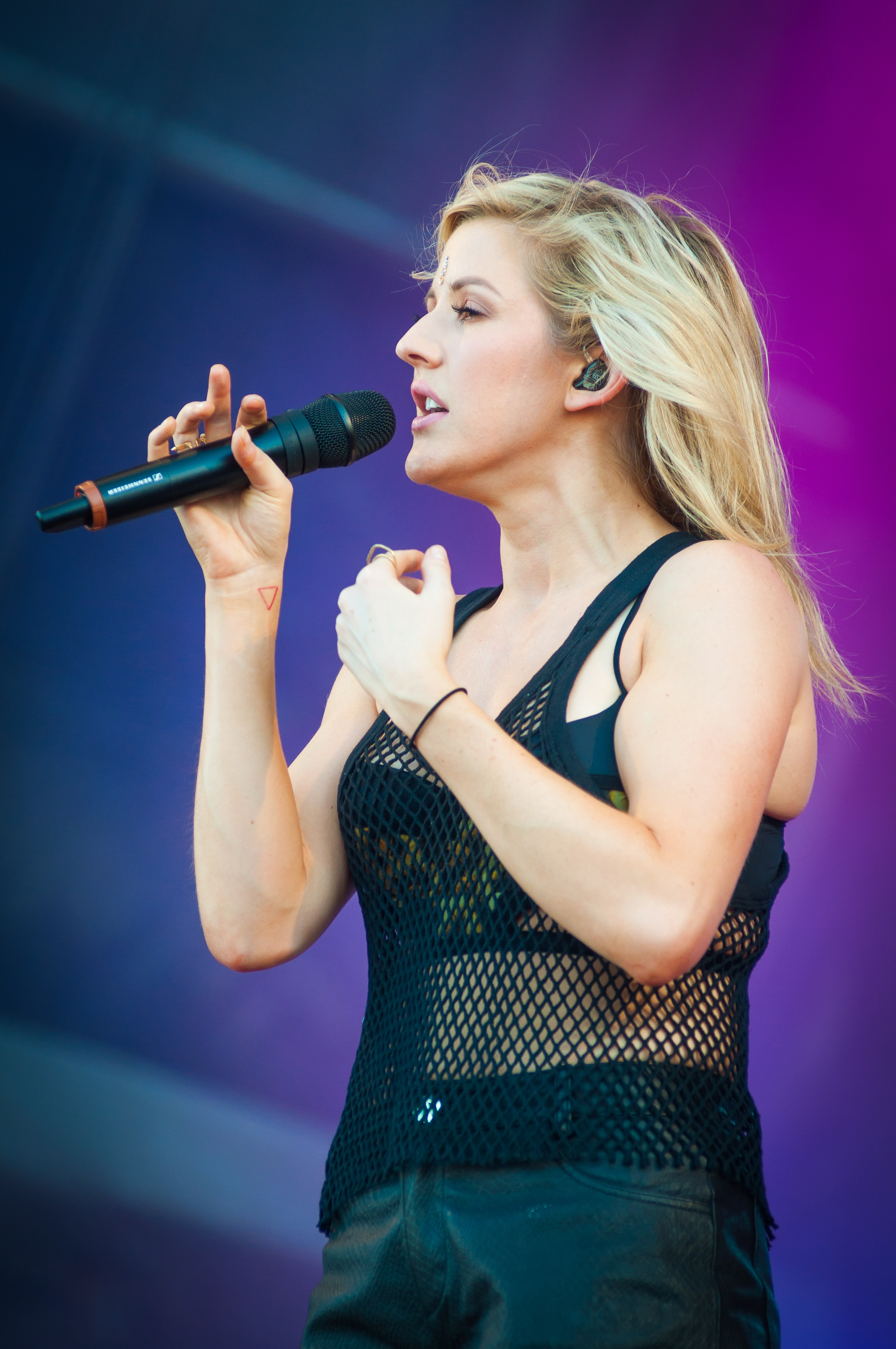
Ca sĩ Ellie Goulding được cho là chủ đề mà bài hát nói tới

Đối với các bài hát khác, Sheeran tỏ ra cởi mở về nội dung trữ tình chứa đựng bên trong các bài hát đó. Tuy nhiên Sheeran lại luôn im lặng khi được hỏi rằng "Don't" nói về ai. Trong một cuộc phỏng vấn với Rolling Stone, Sheeran thẳng thắn nói rằng anh có hẹn hò với một số ca sĩ, tuy nhiên trong số đó không có Taylor Swift và thậm chí anh còn chơi thử ca khúc này cho Swift nghe. Báo chí đồn đoán rằng các ca sĩ đó có thể là Selena Gomez và Ellie Goulding.

## Phát hành và đón nhận
"Don't" dự định được phát hành là đĩa đơn đầu tiên trong album cho tới tận tháng 3 năm 2014, khi "Sing" được chọn. Billboard suy đoán rằng đoạn điệp khúc "Don't f--- with my love" đầy khiêu khích dẫn tới sự thay đổi. Sheeran cho ra một đoạn nhỏ của ca khúc trong quảng cáo của Beats by Dr. Dre vào tháng 5 năm 2014. Vào ngày 13 tháng 6 năm 2014, "Don't" có sẵn cho những ai đã đặt trước x dưới dạng đĩa đơn quảng bá "instant grat" thứ hai sau "One", và phần nhạc chính thức đã được đăng tải trên kênh YouTube của Ed Sheeran. Một đĩa mở rộng đi kèm với đợt phát hành đĩa đơn, trong đó có một bản remix của Rick Ross, một bản hát lại bài hát "Be My Husband" của Nina Simone và một bài hát không có trong album "Everything You Are". Đáng chú ý, lời bài hát "Don't" của Ed Sheeran trong bản remix của Rick Ross không bị che mất phần hát tục tĩu như trong album.
Tại Mỹ "Don't" đạt vị trí thứ 9 trên Billboard Hot 100 và là đĩa đơn thứ hai lọt vào top 10 trên bảng xếp hạng này. Tính tới tháng 1 năm 2015, đĩa đơn bán được 1.464.000 bản kỹ thuật só tại Hoa Kỳ.

## Video âm nhạc
Một video âm nhạc đi kèm được ra mắt trên YouTube vào ngày 4 tháng 8 năm 2014. Video do Emil Nava đạo diễn và nói về sự đổi đời từ nghèo khó đến giàu sang của một vũ công (Philip Chbeeb của I.aM.mE). Sheeran xuất hiện thoáng qua ở cảnh anh đang đi xe ngang qua và lúc anh đang được phỏng vấn trên TV.

## Biểu diễn trực tiếp
Vào ngày 12 tháng 4 năm 2014, Ed Sheeran biểu diễn "Don't" trong chương trình Saturday Night Live. Vào ngày 17 tháng 9 năm 2014, Sheeran thể hiện bài hát trong chung kết mùa 9 của America's Got Talent. Vào ngày 6 tháng 2 năm 2015, Sheeran biểu diễn "Don't" trong chương trình truyền hình The Late Late Show của kênh CBS cùng John Mayer.

## Danh sách bài hát
| Đĩa đơn - Tải kĩ thuật số | Đĩa đơn - Tải kĩ thuật số | Đĩa đơn - Tải kĩ thuật số |
| STT                       | Nhan đề                   | Thời lượng                |
| ------------------------- | ------------------------- | ------------------------- |
| 1.                        | "Don't"                   | 3:39                      |

| Đĩa đơn CD | Đĩa đơn CD | Đĩa đơn CD |
| STT        | Nhan đề    | Thời lượng |
| ---------- | ---------- | ---------- |
| 1.         | "Don't"    | 3:39       |
| 2.         | "Friends"  | 3:10       |

| Đĩa mở rộng - Tải kĩ thuật số | Đĩa mở rộng - Tải kĩ thuật số           | Đĩa mở rộng - Tải kĩ thuật số |
| STT                           | Nhan đề                                 | Thời lượng                    |
| ----------------------------- | --------------------------------------- | ----------------------------- |
| 1.                            | "Don't" (Rick Ross Remix)               | 4:17                          |
| 2.                            | "Be My Husband" (live from Glastonbury) | 7:50                          |
| 3.                            | "Everything You Are"                    | 3:58                          |
| 4.                            | "Friends"                               | 3:10                          |

| Đĩa mở rộng Anh Quốc – tải kĩ thuật số | Đĩa mở rộng Anh Quốc – tải kĩ thuật số  | Đĩa mở rộng Anh Quốc – tải kĩ thuật số |
| STT                                    | Nhan đề                                 | Thời lượng                             |
| -------------------------------------- | --------------------------------------- | -------------------------------------- |
| 1.                                     | "Don't" (Rick Ross Remix)               | 4:17                                   |
| 2.                                     | "Be My Husband" (Live from Glastonbury) | 7:50                                   |
| 3.                                     | "Everything You Are"                    | 3:58                                   |

## Xếp hạng
| Bảng xếp hạng (2014)                            | Vị trí cao nhất |
| ----------------------------------------------- | --------------- |
| Úc (ARIA)                                       | 4               |
| Áo (Ö3 Austria Top 40)                          | 30              |
| Bỉ (Ultratop 50 Flanders)                       | 43              |
| Bỉ (Ultratop 50 Wallonia)                       | 48              |
| Canada (Canadian Hot 100)                       | 7               |
| Canada AC (Billboard)                           | 24              |
| Canada CHR/Top 40 (Billboard)                   | 3               |
| Cộng hòa Séc (Singles Digitál Top 100)          | 10              |
| Đan Mạch (Tracklisten)                          | 8               |
| Phần Lan (Suomen virallinen lista)              | 17              |
| Pháp (SNEP)                                     | 41              |
| Trường songid là BẮT BUỘC CHO BẢNG XẾP HẠNG ĐỨC | 17              |
| Ireland (IRMA)                                  | 11              |
| Israel (Media Forest)                           | 2               |
| Hà Lan (Single Top 100)                         | 20              |
| New Zealand (Recorded Music NZ)                 | 6               |
| Ba Lan (Polish Airplay Top 100)                 | 15              |
| Scotland (OCC)                                  | 15              |
| Slovakia (Singles Digitál Top 100)              | 13              |
| Tây Ban Nha (PROMUSICAE)                        | 46              |
| Thụy Điển (Sverigetopplistan)                   | 22              |
| Thụy Sĩ (Schweizer Hitparade)                   | 7               |
| Anh Quốc (OCC)                                  | 8               |
| Hoa Kỳ Billboard Hot 100                        | 9               |
| Hoa Kỳ Adult Contemporary (Billboard)           | 28              |
| Hoa Kỳ Adult Pop Airplay (Billboard)            | 3               |
| US (Country Airplay)                            | 59              |
| Hoa Kỳ Pop Airplay (Billboard)                  | 2               |
| Hoa Kỳ Dance/Mix Show Airplay (Billboard)       | 4               |
| Hoa Kỳ Rhythmic (Billboard)                     | 24              |

| Bảng xếp hạng (2014)                       | Vị trí |
| ------------------------------------------ | ------ |
| Úc (ARIA)                                  | 42     |
| Canada (Canadian Hot 100)                  | 56     |
| Đức (GfK Entertainment)                    | 50     |
| Hungary (Stream Top 40)                    | 99     |
| Ý (FIMI)                                   | 66     |
| Hà Lan (Dutch Top 40)                      | 65     |
| Hà Lan (Single Top 100)                    | 43     |
| New Zealand (Recorded Music NZ)            | 34     |
| Anh Quốc Singles (Official Charts Company) | 27     |
| Hoa Kỳ Billboard Hot 100                   | 52     |
| Hoa Kỳ Adult Top 40 (Billboard)            | 29     |
| Hoa Kỳ Mainstream Top 40 (Billboard)       | 36     |
| Bảng xếp hạng (2015)                       | Vị trí |
| Canada (Canadian Hot 100)                  | 72     |
| Hoa Kỳ Billboard Hot 100                   | 92     |
| Hoa Kỳ Adult Top 40 (Billboard)            | 49     |
| Hoa Kỳ Mainstream Top 40 (Billboard)       | 49     |

## Chứng nhận
| Quốc gia | Chứng nhận  | Số đơn vị/doanh số chứng nhận |
| --- | ----------- | ----------------------------- |
| Úc (ARIA) | 2× Bạch kim | 140.000^                      |
| Canada (Music Canada) | 3× Bạch kim | 0‡                            |
| Đức (BVMI) | Vàng        | 150.000‡                      |
| Ý (FIMI) | 2× Bạch kim | 100.000‡                      |
| New Zealand (RMNZ) | Bạch kim    | 15.000*                       |
| Thụy Điển (GLF) | Bạch kim    | 20.000‡                       |
| Thụy Sĩ (IFPI) | Vàng        | 15.000‡                       |
| Anh Quốc (BPI) | Bạch kim    | 600.000‡                      |
| Hoa Kỳ (RIAA) | 2× Bạch kim | 1.464.000                     |
| Stream |             |                               |
| Đan Mạch (IFPI Đan Mạch) | Bạch kim    | 2.600.000^                    |
| * Chứng nhận dựa theo doanh số tiêu thụ. ^ Chứng nhận dựa theo doanh số nhập hàng. ‡ Chứng nhận dựa theo doanh số tiêu thụ và phát trực tuyến. |             |                               |

## Lịch sử phát hành
| Khu vực  | Ngày                | Định dạng              |
| -------- | ------------------- | ---------------------- |
| Anh Quốc | 14 tháng 8 năm 2014 | Contemporary hit radio |